# Rookzwam
De rookzwam (Bjerkandera fumosa) is een saprotrofe schimmel uit de familie Phanerochaetaceae. Hij komt voor op stammen, stronken en stobben van beschadigd of dood loofhout. De buisjeszwam groeit in Nederland en Vlaanderen vooral op wilg en populier, maar kan ook voorkomen bij es, esdoorn, beuk en tal van andere loofboomsoorten. Het vruchtlichaam is eenjarig, ontwikkelt zich van herfst tot voorjaar maar is het hele jaar door te vinden.

## Kenmerken

### Uiterlijke kenmerken
Vruchtlichaam
De vruchtlichamen groeien zijdelings naast elkaar of dakpansgewijs. Ze zijn 3 tot 15 cm breed, half zo diep en tot 2 cm dik. De consolevormige hoeden zijn soms zwak gezoneerd, jonge vruchtlichamen zijn fijn donzig, oudere kaal. In het groeistadium is de rand afgerond en vrij dik, bij verouderen wordt hij dun en scherp. De kleur varieert van strogeel of romig isabel tot hazelnootkleurig, de groeirand is witachtig.
Hymenofoor
Het hymenofoor is buisvormig. De buisjes vormen een laag die tot 5 mm dik is. Hij wordt van het vruchtvlees gescheiden door een donkere lijn van 1 à 3 mm dik. Bij jonge vruchtlichamen hebben ze gladde randen, bij verouderen worden ze gekarteld. De ronde, langwerpige of onregelmatige poriën zijn 0,2-0,4 mm in diameter (2-4 per 1 mm). Ze zijn  witachtig, witgrijs tot crèmebruin gekleurd, kneuzing veroorzaakt bruinverkleuring.
Geur
De zwam verspreidt een vrij sterke zoetige geur, soms anijsachtig.
Sporenprint
De sporenprint is wit.

### Microscopische kenmerken
De sporen zijn ellipsvormig, glad, kleurloos en meten 5–6,5 × 2,5–3,5 µm.

## Verspreiding
De rookzwam wordt gevonden in Noord-Amerika, Europa, Azië en Nieuw-Zeeland. In Nederland en Vlaanderen komt de soort algemeen tot zeer algemeen voor op zachte houtsoorten op rijkere gronden, sinds 1970 in toenemende mate. 

## Taxonomie
De paddenstoel werd voor het eerst geldig beschreven door Christiaan Hendrik Persoon in 1801. Petter Adolf Karsten plaatste de paddenstoel in 1879 in het geslacht Bjerkandera.

## Foto's

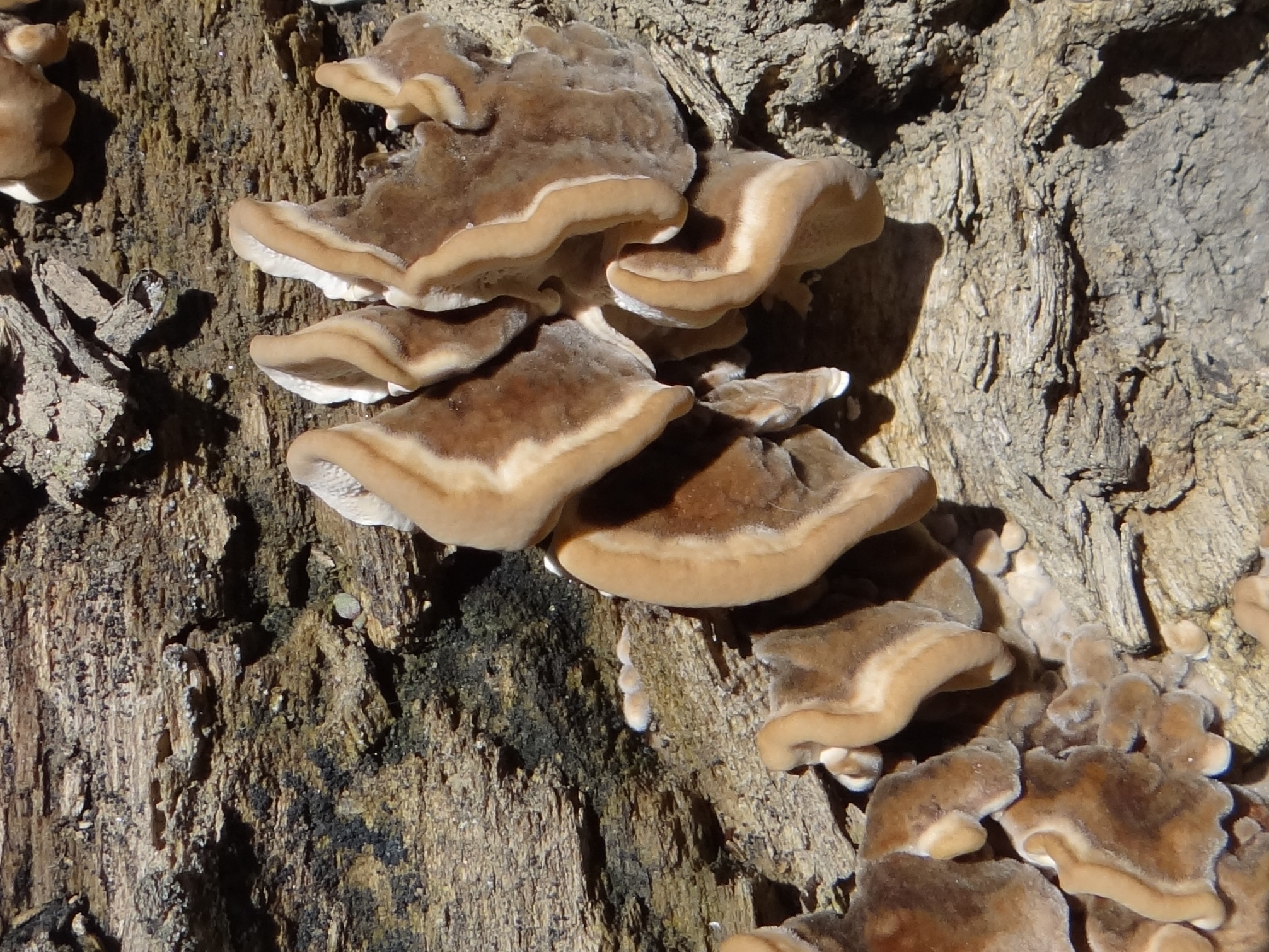
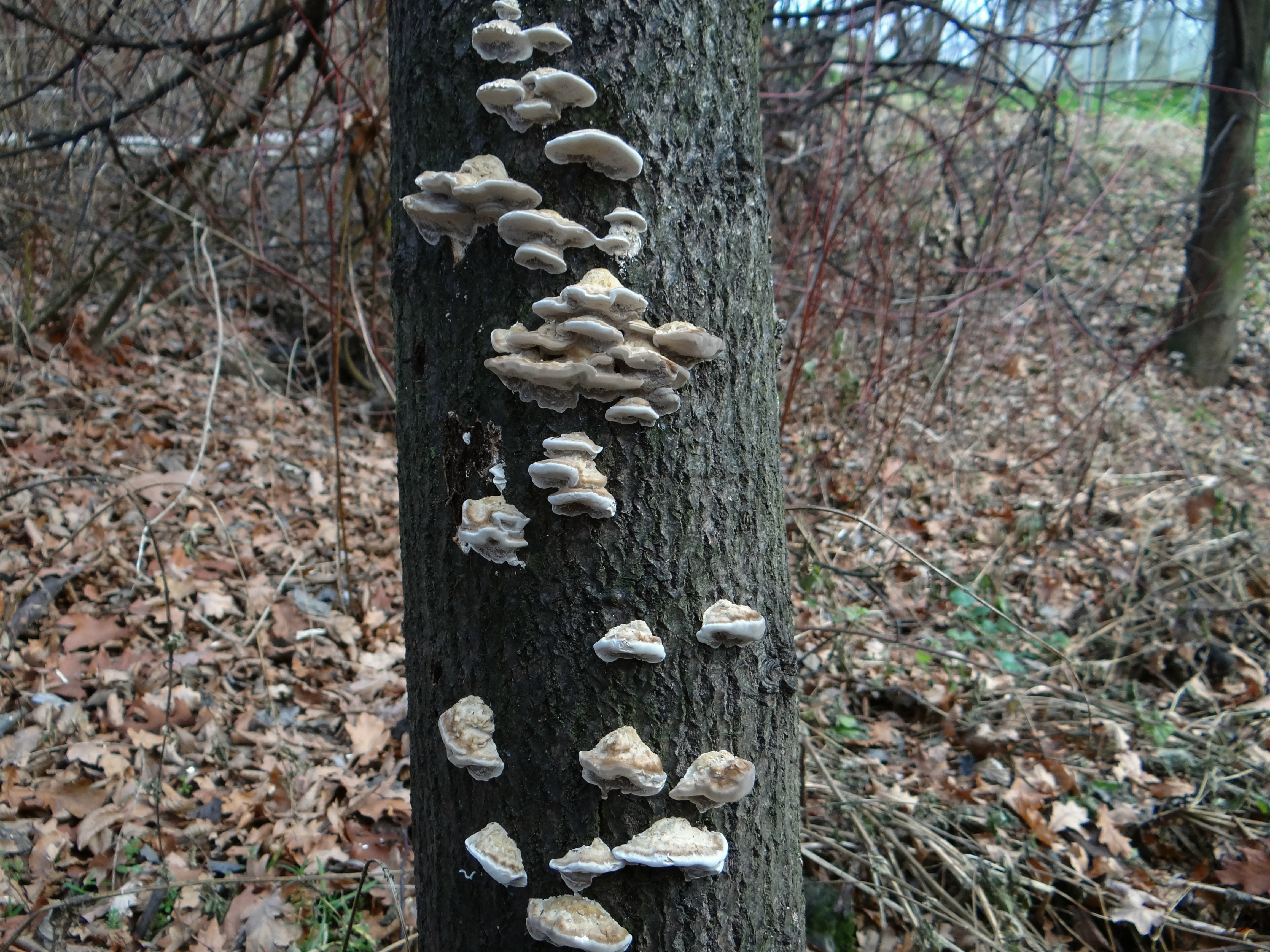
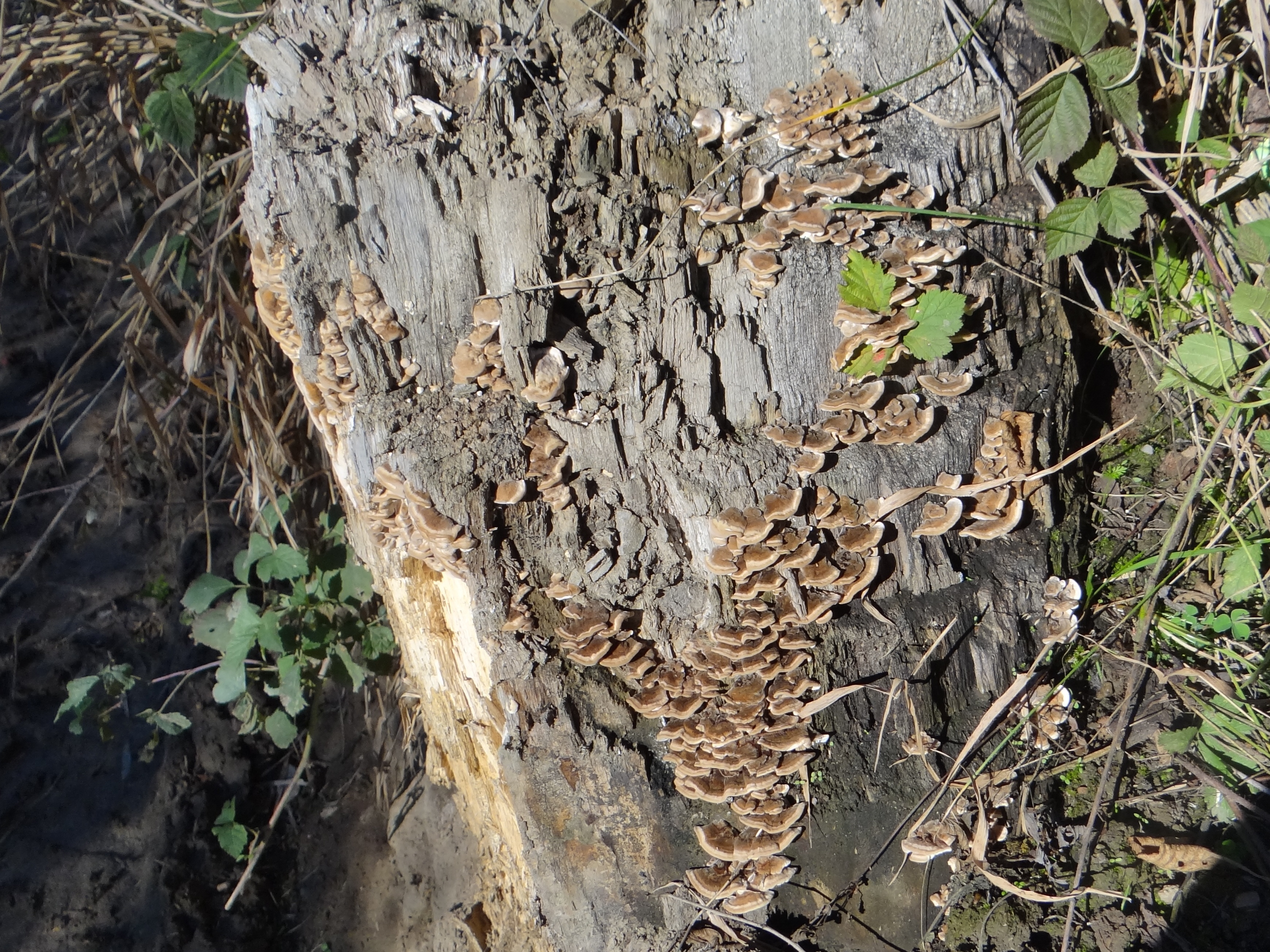
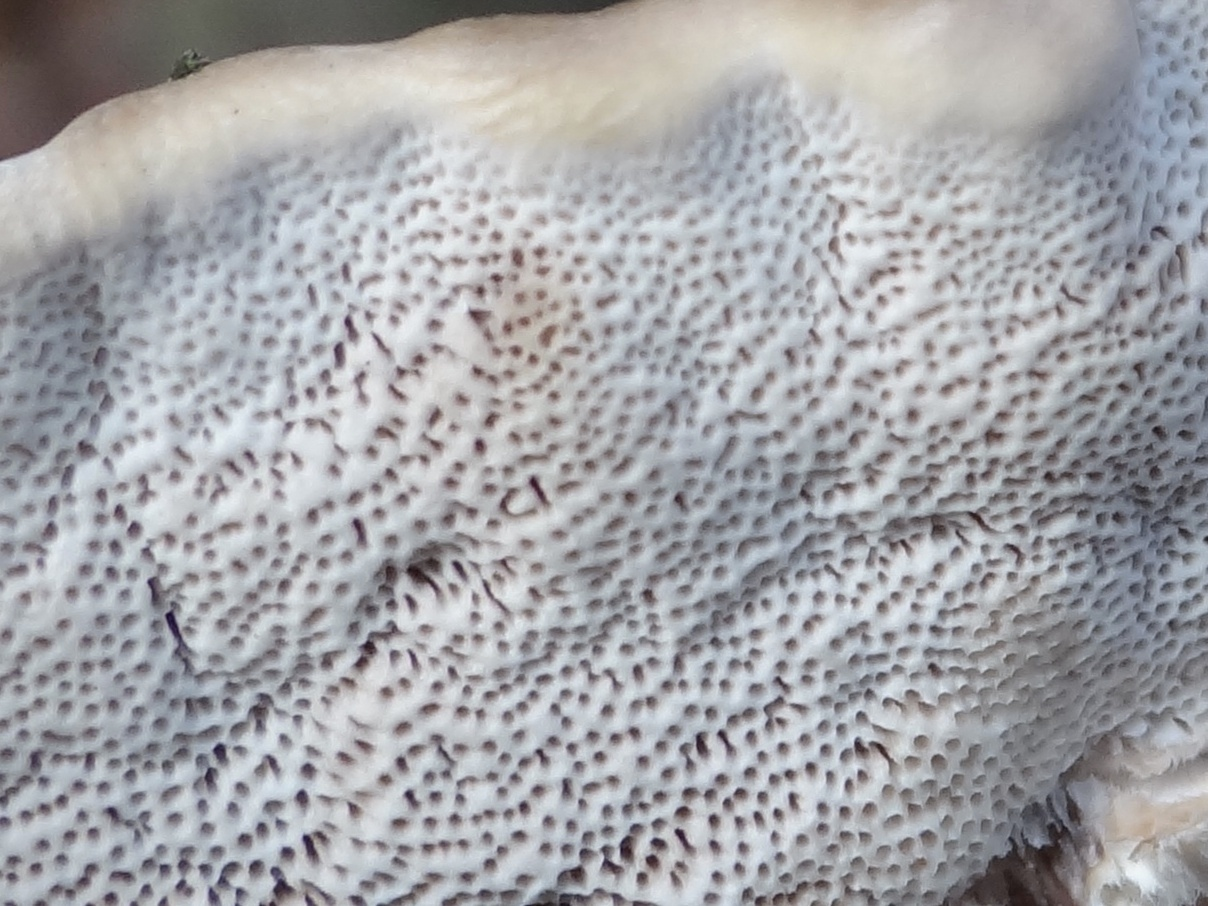
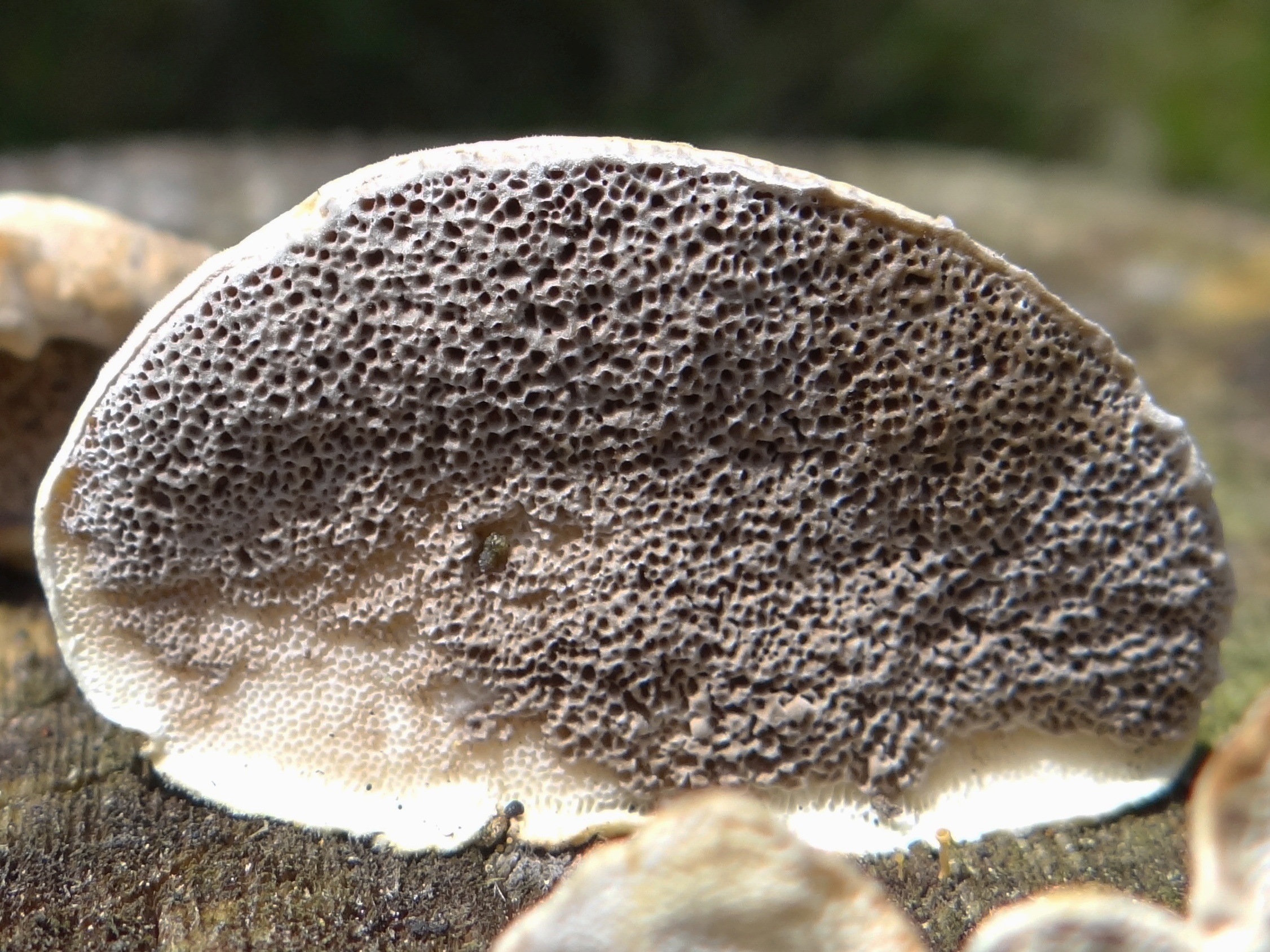